# Megaloremmius leo
Genre
Espèce
Megaloremmius leo, unique représentant du genre Megaloremmius, est une espèce d'araignées aranéomorphes de la famille des Sparassidae.

## Distribution
Cette espèce est endémique de Madagascar.

## Description
La femelle holotype mesure 35 mm.

## Publication originale
- Simon, 1903 : Histoire naturelle des araignées. Paris, vol. 2, p. 669-1080 (texte intégral).